# Rohrinnensanierung
Die Rohrinnensanierung ist ein vor 1987 entstandenes Sanierungsverfahren für Rohrleitungen. Die Rohre werden von innen gereinigt und mit einem Epoxidharz beschichtet. Das Verfahren wird für Trinkwasserleitungen, sowie für andere Installationsleitungen genutzt, wie zum Beispiel Fußbodenheizungen und Abwasserleitungen.

## Geschichte
Das Verfahren wurde 1987 von dem Schweizer Ingenieur Werner Näf zum Patent angemeldet. Bis heute bieten weitere Unternehmen Abwandlungen des ursprünglichen Verfahrens auf dem Markt an. Die Verfahren unterscheiden sich im Wesentlichen bei der Durchführung der Reinigung der Rohrleitungen und in der Verwendung verschiedener Beschichtungsstoffe.

## Verfahrensgrundlagen
Trinkwasserinstallationen insbesondere aus verzinktem Stahlrohr weisen nach längerem Gebrauch häufig erhebliche Ablagerungen aus Korrosionsprodukten auf der Innenseite auf. Es kann dadurch zu vermindertem Durchfluss und/oder Leckagen kommen. Üblicherweise werden solche stark geschädigten Rohrleitungen ausgetauscht, dies ist eine aufwendige, aber auch dauerhafte Lösung. Bei der Rohrsanierung werden die entstandenen Ablagerungen durch Strahl- oder Beizverfahren entfernt und anschließend eine Auskleidung mit Epoxidharz vorgenommen. Das Harz schützt die freigelegte Rohrinnenfläche vor Korrosion. Der Erfolg des Verfahrens hängt von der korrekten Ausführung aller Detailschritte vor Ort ab, es handelt sich keineswegs um ein einfach zu beherrschendes System. Besonders die vollständige Entfernung aller Ablagerungen ist für eine dauerhafte Instandsetzung unerlässlich. Wichtig für eine Kontrolle der Ausführung der Arbeiten ist eine umfangreiche Dokumentation aller Verfahrensschritte, da eine nachträgliche zerstörungsfreie Prüfung nicht möglich ist.

## Rechtliche Voraussetzungen
Die Voraussetzungen für den Einsatz derartiger Verfahren in Deutschland sind in § 15 TrinkwV 2023 (Trinkwasserverordnung) niedergelegt:

### Verordnung über die Qualität von Wasser für den menschlichen Gebrauch (Trinkwasserverordnung – TrinkwV)

#### § 15 Grundlagen für die Bewertung von Werkstoffen und Materialien im Kontakt mit Trinkwasser
(1) Das Umweltbundesamt kann die allgemeinen Anforderungen an Werkstoffe und Materialien nach § 14 dadurch konkretisieren, dass es Grundlagen für die Bewertung von Werkstoffen und Materialien, die bei der Errichtung oder Instandhaltung von Wasserversorgungsanlagen eingesetzt werden dürfen (Bewertungsgrundlagen), festlegt. Das Umweltbundesamt entscheidet, für welche Werkstoff- oder Materialgruppen es Bewertungsgrundlagen festlegt. Das Bundesinstitut für Risikobewertung unterstützt das Umweltbundesamt bei der Stoffbewertung, sofern die Stoffbewertung für die Festlegung der Bewertungsgrundlagen notwendig ist.
(2) Das Umweltbundesamt macht die Bewertungsgrundlagen im amtlichen Teil des Bundesanzeigers bekannt und veröffentlicht diese im Internet. Zwei Jahre nach ihrer Bekanntmachung im Bundesanzeiger wird die jeweilige Bewertungsgrundlage rechtsverbindlich. Das Datum des Eintritts der Rechtsverbindlichkeit ist im Internet ebenfalls zu veröffentlichen.
(3) Die Bewertungsgrundlagen können insbesondere enthalten:
1.
Prüfvorschriften mit Prüfparametern, Prüfkriterien und methodischen Vorgaben zur Bewertung der hygienischen Eignung
a)
der Ausgangsstoffe, die in Positivlisten nach Nummer 2 aufgeführt sind,
b)
der Werkstoffe und Materialien, die in Positivlisten nach Nummer 3 aufgeführt sind, sowie
c)
von Werkstoffen und Materialien in Produkten,
2.
Positivlisten der Ausgangsstoffe, die zur Herstellung von Werkstoffen und Materialien hygienisch geeignet sind, einschließlich Anforderungen an die Verwendung dieser Ausgangsstoffe, und
3.
Positivlisten von Werkstoffen und Materialien, die für den Kontakt mit Trinkwasser hygienisch geeignet sind, mit Beschränkungen für den Einsatz dieser Werkstoffe und Materialien in bestimmten Produkten oder im Kontakt mit bestimmten Trinkwässern.
(4) Die Prüfvorschriften nach Absatz 3 Nummer 1 werden vom Umweltbundesamt von Amts wegen festgelegt und fortgeschrieben.
(5) Die Positivlisten nach Absatz 3 Nummer 2 und 3 werden vom Umweltbundesamt auf Antrag festgelegt oder fortgeschrieben. Der Antrag muss Angaben enthalten, anhand derer nachgewiesen werden kann, dass die Ausgangsstoffe, Werkstoffe oder Materialien die allgemeinen Anforderungen nach § 14 erfüllen und den Prüfvorschriften nach Absatz 3 Nummer 1 entsprechen. Prüfungen und Beurteilungen von Ausgangsstoffen, Werkstoffen oder Materialien, die als Nachweis nach Satz 2 beim Umweltbundesamt eingereicht werden und in einem anderen Mitgliedstaat der Europäischen Union, einem anderen Vertragsstaat des Abkommens über den Europäischen Wirtschaftsraum oder in der Türkei durchgeführt worden sind, werden vom Umweltbundesamt bei der Festlegung und Fortschreibung als Nachweis nach Satz 2 anerkannt.
(6) Liegt ein öffentliches Interesse vor, kann das Umweltbundesamt auch Positivlisten nach Absatz 3 Nummer 2 und 3 von Amts wegen festlegen oder fortschreiben.
(7) Vor der Festlegung oder Fortschreibung der Bewertungsgrundlagen hört das Umweltbundesamt die Länder, die Bundeswehr, das Eisenbahn-Bundesamt sowie die beteiligten Fachkreise und Verbände an.
(8) Einzelheiten des Verfahrens zur Festlegung und Fortschreibung von Bewertungsgrundlagen legt das Umweltbundesamt in einer Geschäftsordnung fest. Es macht die Geschäftsordnung im amtlichen Teil des Bundesanzeigers bekannt und veröffentlicht diese im Internet.
Im §16 der TrinkwV2023 werden auch die allgemein anerkannten Regeln der Technik wie folgt geregelt:

#### § 16 Konformitätsvermutung
Es wird vermutet, dass die für ein Produkt verwendeten Werkstoffe und Materialien den allgemein anerkannten Regeln der Technik und den allgemeinen Anforderungen an die Werkstoffe und Materialien nach § 14 und den durch das Umweltbundesamt festgelegten Bewertungsgrundlagen nach § 15 entsprechen, wenn dies durch ein Zertifikat eines für die Zertifizierung von Produkten in der Trinkwasserversorgung akkreditierten Zertifizierers bestätigt wird.

## Regelwerke zur Rohrinnensanierung
Das Umweltbundesamt in Deutschland hat als gesetzliche Voraussetzung die „KTW-Bewertungsgrundlage für organische Materialien im Kontakt mit Trinkwasser“ veröffentlicht.
Mit Inkrafttreten der KTW-Bewertungsgrundlage des Umweltbundesamtes im März 2019 verloren alle früheren Leitlinien, Regelungen und Zertifikate ihre Gültigkeit, wie z. B.:
- Die Beschichtungsleitlinie des Umweltbundesamts (Hygienische Eignung des Beschichtungsstoffs)[2][3]

Vormals bestanden auch vom DVGW aufgestellte Regelwerke zur Rohrinnensanierung, insbesondere
- Das DVGW-Arbeitsblatt VP 548 (Nachweis der Gebrauchstauglichkeit des Verfahrens)
- Das DVGW-Arbeitsblatt W 545 (Nachweis der Eignung des Ausführenden Unternehmens)

Der DVGW hat im Juli 2011 beschlossen, die Arbeitsblätter zurückzuziehen. Begründet wird dies mit der immer noch nicht abgeschlossenen Diskussion um die Eignung des Verfahrens. Es wird angeregt, vor einer Neubearbeitung zunächst weitere Forschung über Anwendbarkeit und Lebensdauer zu betreiben.

## Hygienische Aspekte
Die Thematik der Inhaltsstoffe des Epoxidharzes (insbesondere Bisphenol A und Epichlorhydrin) wird kritisch diskutiert. Zum einen wird in der Diskussion auf den Stand der wissenschaftlichen Veröffentlichungen zum Thema und diverse Stellungnahmen öffentlicher Institutionen verwiesen. Zum anderen jedoch auch darauf, dass die wissenschaftliche Diskussion nicht abgeschlossen sei und z. B. 2011 bei Babyflaschen ein Verbot von Bisphenol-A in der EU eingeführt wurde. Darüber hinaus erwägen u. a. Schweden und Frankreich weitergehende Beschränkungen im Einsatz von Bisphenol A.
In Deutschland warnt der BUND e. V. vor der Technik und forderte den Verzicht auf ihre Anwendung bereits seit 2012.
Des Weiteren wird der Einsatz von Epoxidharz zur Instandsetzung von vereinzelt noch existierenden Rohrleitungen aus Blei kritisch gesehen. Während nach der Instandsetzung von Stahl- oder Kupferrohren ein Versagen der Beschichtung leicht festgestellt werden kann (braunes Wasser bei Stahl) oder aber auch gar nicht zu Beeinträchtigungen führen muss (Kupfer), führt das Versagen der Beschichtung auf Blei zu extrem hohen Bleikonzentrationen im Trinkwasser, die nicht sensorisch bemerkt werden können, aber hochgiftig sind. Für bereits instand gesetzte Installationen aus Blei ist daher eine Überwachung der Bleikonzentration im Stagnationswasser in kurzen Abständen (2–3 Monate) in der Küche und in den Bädern geboten.

## Technische Aspekte
Die Haltbarkeit der Sanierungsmethode ist von der Qualität des Verfahrens, des Beschichtungsmaterials und ganz wesentlich von der ordnungsgemäßen Ausführung der Arbeiten vor Ort abhängig. Im Verhältnis zur herkömmlichen Sanierungsmethoden bleibt die Bewohnbarkeit der Räume erhalten. Böden und Wände müssen nicht geöffnet werden, die Sanierungszeit und die Kosten werden verringert.
Grundsätzlich kann durch eine derartige Sanierung keine mit einer klassischen Neuinstallation vergleichbare Lebensdauer erreicht werden. Unter diesem Aspekt empfiehlt es sich, die Wirtschaftlichkeit bezogen auf den Einzelfall zu prüfen.

## Rechtliche Lage
Über die Zulässigkeit der Technik wurden jahrelang Auseinandersetzungen zwischen Unternehmen, die diese Technik anwenden wollen, auf der einen Seite und Behörden, Mietern/Wohnungseigentümern und Trinkwasserversorgern auf der anderen Seite geführt.
Nachdem Wasserversorgungsunternehmen (etwa in Mannheim (MVV Energie), Köln (RheinEnergie AG), Frankfurt am Main (Mainova AG), Mainz (Mainzer Stadtwerke) und Mühlacker (Stadtwerke Mühlacker)) Rohrinnensanierungen mit Epoxidharzprodukten für in ihren Versorgungsnetzen unzulässig erklärt hatten, klagte ein Rohrinnensanierungs-Unternehmen gegen diese Untersagung durch die MVV Energie. Es scheiterte damit jedoch vor dem Landgericht Mannheim (Urteil v. 23. Oktober 2014, Az. 3 O 17/14) und dem Oberlandesgericht Karlsruhe (Urteil v. 9. Dezember 2015, Az. 6 U 174/14). Auch vor dem Bundesgerichtshof (Az. BGH KZR 61/15) blieb die entsprechende Nichtzulassungsbeschwerde erfolglos.
Damit dürften die rechtlichen Auseinandersetzungen ihr Ende gefunden haben. Insbesondere, weil die entsprechenden Untersagungen durch die Trinkwasserversorger nur solange gelten, bis die die Technik anwenden wollenden Unternehmen den Nachweis der Unbedenklichkeit des Verfahrens erbracht haben würden.
Ablehnung erfuhr die Technik auch aus einem anderen baurechtlichen Aspekt: Das Amtsgericht Bensheim urteilte bereits 2009, es handele sich bei den Einsatzstoffen zur Rohrinnensanierung rechtlich um Bauprodukte, jedoch ohne dass es ein Rohrinnensanierungs-Verfahren am Markt gebe, das über eine (hierfür erforderliche) Bauartzulassung verfüge.
Dagegen entschied der Bayerische Verwaltungsgerichtshof 2018, dass das Landratsamt Würzburg nicht anordnen durfte, dass nach einer Rohrinnensanierung mit Epoxidharz die sanierten Leitungen entfernt werden müssten, wenn im Zeitpunkt der behördlichen Anordnung die geltenden Grenzwerte durch die betroffene Trinkwasserinstallation nicht überschritten wurden. Auf die Frage, ob die Rohrinnensanierung mit Epoxidharz den allgemein anerkannten Regeln der Technik entspricht, kam es dagegen nicht an.
Die KTW-Bewertungsgrundlage gilt seit dem 21. März 2021 rechtsverbindlich.
Dies bedeutet, dass seit diesem Datum mittels eines entsprechenden Verfahrens sanierte Installationen nur noch in Betrieb genommen werden dürfen, wenn für die konkrete Installation die trinkwasserhygienische Eignung entsprechend den Anforderungen der KTW-BWGL nachgewiesen wurde.